# 별은
별은(1996년 3월 1일 ~ )은 대한민국의 가수, 유튜버다. 이전 예명은 '은비'였다. 2020년 싱글 《꼭》으로 데뷔했다.

## 방송
- 아티스탁 게임 (2022) - 6위

## 공연
- 별은의 미니팬미팅 (2021)
- CONCERT <OFFLINE> (2022)
- 2022 렛츠락페스티벌 (2022)
- 별은 단독공연 〈 Star is.. 〉 (2022)

## 작사
- 별은 <생일 축하해> (2021)

## 피처링
- 헤르쯔 아날로그 <Love Song> (2020)
- AcouRain <내게도 봄이 올까요> (2022)
- AcouRain <With You (겨울이야기)> (2022)
- 민쇼크 <빈 하늘에 불꽃을 그린다> (2022)
- 민쇼크 <눈이 오나요?> (2022)
- 민쇼크 <보라색 계단> (2023)